# هتل والدورف آستوریا

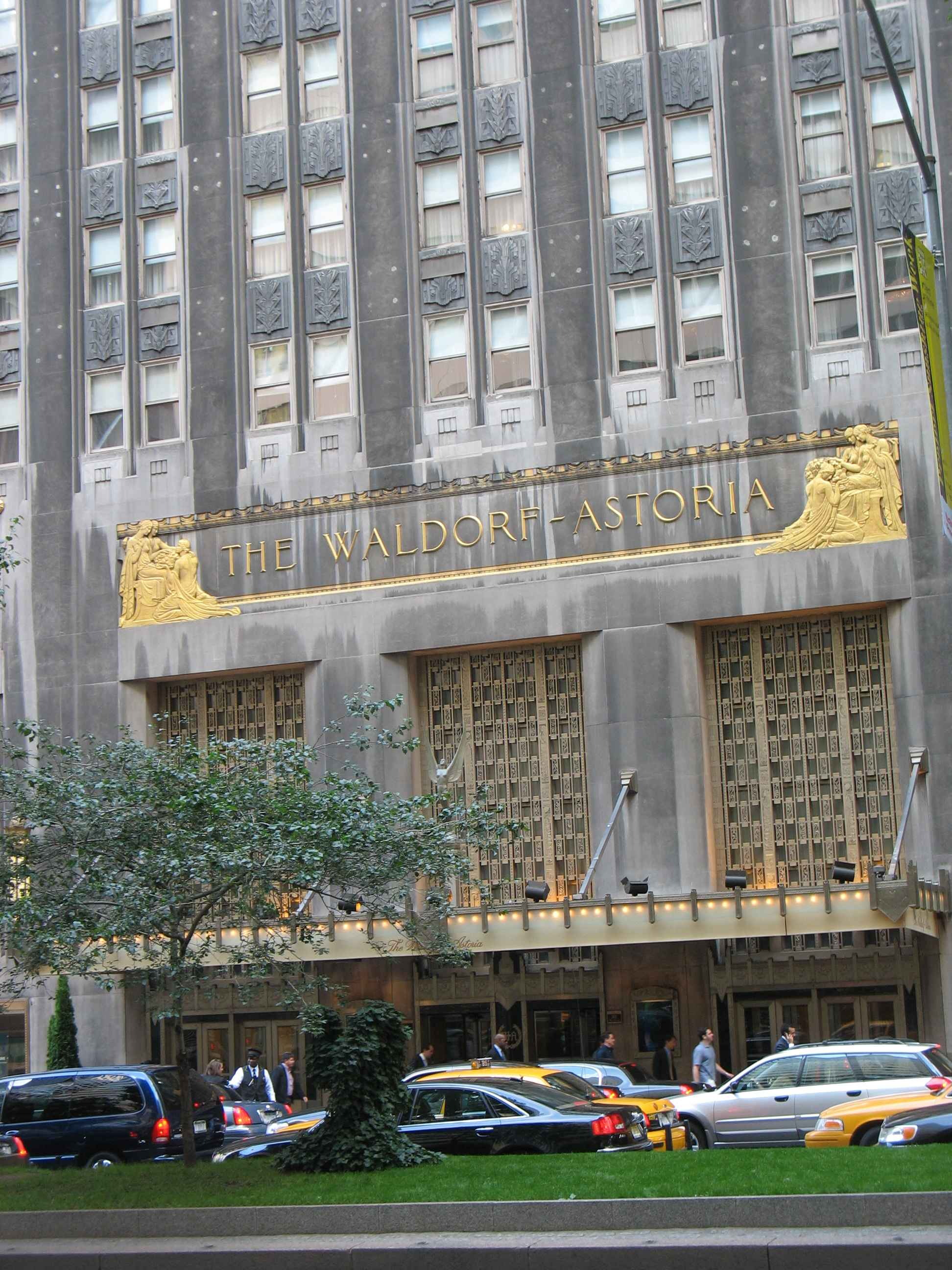
تصویری از در اصلی هتل والدرف آستوریا در شهر نیویورک.

هتل والدورف آستوریا نام هتل بسیار مجللی است که در شهر نیویورک در ایالات متحده آمریکا قرار دارد. این هتل هم‌اکنون در مالکیت شرکتی چینی است که توسط دولت چین مصادره شده است. ساختمان قبلی هتل والدرف-آستوریا در تقاطع خیابان پنجم و خیابان سی و چهارم و در مکان کنونی ساختمان امپایر استیت قرار داشت. هم‌اکنون هتل والدرف-آستوریا در شماره ۳۰۱ خیابان پارک در منهتن قرار گرفته است. ساختمان کنونی هتل والدورف-آستوریا به سبک آرت دکو طراحی شده است و دارای ۴۷ طبقه می‌باشد.
در زیرزمین هتل والدورف-آستوریا، ایستگاه اختصاصی مترو ساخته شده بود که سابقاً هتل را به ایستگاه مرکزی قطار شهری نیویورک متصل می‌کرد.

## ذبح گوسفند در بالکن هتل توسط حاجی واشینگتن
حسینقلی خان صدرالسلطنه نخستین سفیر ایران در آمریکا به علت آبروریزی ناشی از ذبح گوسفندی در بالکن هتل والدرف آستوریای نیویورک، در روز عید قربان به تهران احضار شد. ناصرالدین شاه خطاب به او گفته بود: «ما را نزد جوان‌ترین دولت دنیا بی‌آبرو کردی و ملت چندین هزار ساله ما را سخره عالمیان کردی. خدا از تو نگذرد».

## ضیافت بالماسکه برادلی مارتین
برادلی مارتین در سال ۱۸۹۷ میلادی، جشن بالماسکه‌ای، را در هتل والدورف-آستوریا ترتیب داد که افکار عمومی جهان غرب را به حیرت انداخت. در مهمانی رقص و بالماسکه که در داخل هتل والدورف-آستوریا برگزار می‌شد، سالن جشن به صورت نسخه بدل کاخ ورسای شبیه‌سازی شده بود و پرده‌های فرش‌نمای دیوارکوب و سالن‌های مملو از گل و چراغ‌های بی‌شمار زمینه‌ای بسیار اشرافی و مؤقر برای لباس شب خانم‌ها و برای پوشندگانشان فراهم ساخته بود. در این مراسم، برادلی مارتین به لباس مری استوارت، ملکه اسکاتلند درآمده بود و لباس شب منقش و زردوزی شده‌اش با مروارید و سنگ‌های گران‌بها آراسته شده بود. بازتاب ضیافت بالماسکه برادلی مارتین به حدی بود که ویلیام والدورف آستور، مالک هتل والدورف-آستوریا و برادلی مارتینز تحت تعقیب قضایی اداره مالیات نیویورک قرار گرفتند.